# スローライフ
スローライフ（Slow Life）とは、生活様式に関する思想の一つである。厳密に定義された言葉ではなく、曖昧なイメージを伴って恣意的に解釈、使用されうることに注意が必要である。

## スローフードからスローライフへ
1986年、マクドナルドがイタリアに進出し、ローマのスペイン広場に1号店を開いたが、アメリカ資本のファストフード店に対する反発は大きく、この際に起こった反対運動が、伝統的な食文化を評価するスローフード運動に発展した。1989年にはスローフード運動の国際化が行われた。
日本では1999年春に日本スローフード協会が設立され、また同年にカゴメがパスタソース「アンナマンマ」のCMメッセージで「スローフードに帰ろう」を使い、2000年より島村菜津が自著でスローフードを広め、またいつからか環境ファッションマガジン『ソトコト』もスローフードを取り上げるようになっていった。
やがて食文化のみでなく、生活様式全般やまちづくりを見直す動きに広がった。

## 日本におけるスローライフ
日本で「スローライフ」という言葉が使われるようになったのは2001年頃からである。川島正英（地域活性化研究所）や筑紫哲也（ジャーナリスト）らが「スローライフ」について模索していたところ、川島の話を聞いた掛川市の榛村純一市長が「スローライフシティー」を公約に掲げて再選を果たした（2001年）。2002年11月、掛川市で「スローライフ月間」が開かれ、12月のシンポジウム「スローライフのまち連合を結成しよう」には、掛川市、湖西市、岐阜市、多治見市（岐阜）、安塚町（新潟）、立川町（山形）、柳井市（山口）が参加した。
その後、「スローライフ月間」は各地で開催されるようになり、「ゆっくり、ゆったり、心ゆたかに」を掲げるスローライフ・ジャパン（川島正英理事長）が設立された。
これをまちづくりに応用した思想は、「ニューアーバニズム」とも言われている。

## 丁寧な暮らし
丁寧な暮らし（ていねいなくらし）はスローライフに類似した日本の概念である。2003年、「当たり前の日常を丁寧に暮らす」をテーマとした雑誌『ku:nel』が創刊され、またその頃に『天然生活』などの生活派の雑誌が増え、「丁寧な暮らし」という言葉が流行していった。

## 関連作品

### 漫画
- ふじもとゆうき『寿々木君のていねいな生活』[7]